# Casa lungo la ferrovia
La Casa lungo la ferrovia (House by the railroad) è un dipinto in olio su tela del 1925 di Edward Hopper.

## Descrizione
L'autore, realista, prese spunto da un edificio vittoriano nella cittadina di Haverstraw.

## Storia
L'opera fu acquistata da Stephen Carlton Clark che nel 1930 la donò al MoMA di Manhattan, entrando così a far parte permanentemente della collezione del museo.

## Retaggio culturale
Nel 1956 il dipinto fu da ispirazione al regista George Stevens per la realizzazione del ranch di Reata nel film Il gigante e nel 1960 ad Alfred Hitchcock in Psyco.
Ispirò anche la realizzazione della casa nella serie TV La famiglia Addams.